# Eissportverband der Vereinigten Arabischen Emirate
Der Eissportverband der Vereinigten Arabischen Emirate (UAE Ice Sports Association – UAEISF) ist der nationale Eissportverband der Vereinigten Arabischen Emirate.

## Geschichte
Der Verband wurde am 10. Mai 2001 in die Internationale Eishockey-Föderation aufgenommen. Der Verband gehört zu den assoziierten Mitgliedern der IIHF und hat daher in deren Vollversammlung kein Stimmrecht. Aktueller Präsident ist Ahmed Mubarak Al Mazrouei.
Der Verband kümmert sich überwiegend um die Durchführung der Spiele der Eishockeynationalmannschaft der Vereinigten Arabischen Emirate. Zudem organisiert der Verband den Spielbetrieb auf Vereinsebene, unter anderem in der Emirates Ice Hockey League.
Neben Eishockey betreut der Verband auch die Sportart Eiskunstlauf.